# 花組芝居
花組芝居（はなぐみしばい）は日本の劇団。演出、作家、俳優を兼任する加納幸和を中心に1987年（昭和62年）4月、『ザ・隅田川』公演で旗揚げ。
歌舞伎を題材とした芝居で「ネオ歌舞伎」として注目を浴びたほか、泉鏡花やシェイクスピアなどの古典のアレンジも手掛け上演している。

## 概要
旗揚げ以前は4年間ほど「加納幸和事務所」として活動していたが、体制を変えて1987年から「花組芝居」として活動を開始。
江戸時代に「芝居」というと歌舞伎のことを指したため劇団名に入れ、その当時男闘呼組が流行っていたことと、
華やかでキレイな芝居をしていたので「花組」とつけたという。歌舞伎が主題なので当時ブームだったカタカナの劇団名は候補に入ってなかった。 
劇団の紋は蝶のように見えるが、大根役者に由来した大根蝶である。この他、花組芝居では、座員ごとに屋号と紋を決めている。どんなものにしたいか希望を聞いて、紋のデザインは大体 加納幸和が手掛けている。
1996年は『天変斯止嵐后晴（）』のアメリカ公演を行い、シアトル、ロサンゼルスを巡った。

## 俳優
- 加納幸和
- 水下きよし（故人)
- 溝口健二
- 原川浩明
- 山下禎啓
- 桂憲一
- 八代進一
- 北沢洋
- 横道毅
- 嶋倉雷象
- 森川理文
- 秋葉陽司
- 磯村智彦
- 小林大介
- 美斉津恵友
- 堀越涼（作家業務提携）
- 谷山知宏
- 丸川敬之
- 二瓶拓也
- 押田健史
- 永澤洋
- 武市佳久

## かつて所属していた俳優
- 篠井英介
- 木原実
- 深沢敦
- 中脇樹人
- 小森谷徹
- 佐藤誓
- 広田豹
- 各務立基
- 高荷邦彦
- 植本純米
- 大井靖彦
- 松原綾央

## 主な上演作品
| 年                     | タイトル                             | 備考等               |
| ---------------------- | ------------------------------------ | -------------------- |
| 1987年                 | ザ・隅田川                           |                      |
| 1987年9月              | いろは四谷怪談                       | [ 5 ] [ 6 ]          |
| 1987年                 | 泉鏡花の日本橋                       | [ 7 ]                |
| 1988年3月              | 櫻姫曙草紙                           | [ 8 ]                |
| 1988年7月 - 10月       | 釋迦露章 閻魔來由 怪談身毒丸（鶴組） | [ 9 ]                |
| 1989年3月              | かぶき座の怪人                       | [ 10 ]               |
| 1989年7月              | ザ・隅田川                           | [ 11 ]               |
| 1990年11月             | いろは四谷怪談                       | [ 12 ]               |
| 1990年                 | あやつり任侠館                       | [ 13 ]               |
| 1991年                 | 三国妖狐伝                           | [ 14 ]               |
| 1991年8月              | 釋迦露章閻魔來由怪談身毒丸           | [ 15 ]               |
| 1991年                 | 泉鏡花の夜叉ケ池                     | [ 16 ]               |
| 1992年1月 - 3月        | 三国妖狐伝                           | [ 17 ]               |
| 1992年                 | 薔薇西遊譚（）                       | [ 18 ]               |
| 1992年10月 - 12月      | 奥女中たち                           | [ 19 ]               |
| 1993年3月              | 櫻姫全傳曙草紙                       | [ 20 ]               |
| 1993年5月              | いろは四谷怪談                       | [ 21 ]               |
| 1993年7月              | 泉鏡花の草迷宮                       | [ 22 ]               |
| 1993年12月 - 1994年1月 | 天変斯止嵐后晴（）                   | [ 23 ]               |
| 1994年5月 - 6月        | いろは四谷怪談                       | [ 24 ]               |
| 1994年11月             | 雪之丞変化                           | [ 25 ]               |
| 1995年9月              | 泉鏡花の夜叉ケ池                     | [ 26 ]               |
| 1995年                 | 聖St.ひばり御殿                      | [ 27 ]               |
| 1996年                 | 素ネオ歌舞伎 ザ・隅田川 再演ニ非ズ   | [ 28 ]               |
| 1996年1月              | 天変斯止嵐后晴                       | [ 29 ]               |
| 1996年8月 - 9月        | 雪之丞変化                           | [ 30 ]               |
| 1997年1月 - 2月        | 泉鏡花の天守物語                     | [ 31 ]               |
| 1997年4月 - 5月        | 花組をどり'97                        |                      |
| 1997年10月-11月        | 悪女クレオパトラ                     | [ 32 ]               |
| 1998年5月 - 6月        | 泉鏡花の日本橋                       | [ 33 ]               |
| 1998年11月 - 12月      | 怪談身毒丸                           | [ 34 ]               |
| 1999年                 | 奥女中たち                           | [ 35 ]               |
| 1999年                 | 西鶴一代女                           |                      |
| 2000年                 | 泉鏡花の天守物語                     | [ 36 ]               |
| 2000年12月             | 泉鏡花の海神別荘                     | [ 37 ]               |
| 2001年2月 - 3月        | かぶき座の怪人                       | [ 38 ]               |
| 2001年7月              | 泉鏡花の婦系図                       | [ 39 ]               |
| 2002年1月              | 双面諏訪湖                           |                      |
| 2002年5月 - 6月        | 南北オペラ 金幣猿嶋郡（）            | [ 40 ]               |
| 2003年1月 - 2月        | 百鬼夜行抄                           | [ 41 ]               |
| 2003年3月 - 4月        | 泉鏡花の夜叉ケ池                     | [ 42 ]               |
| 2003年7月 - 8月        | シャンソマニア                       | [ 43 ]               |
| 2004年10月             | 和宮様御留                           | [ 44 ]               |
| 2005年6月              | 極猫大騒動 ゴクネコ mad Cats' panic  | [ 45 ]               |
| 2005年10月             | 泉鏡花の日本橋                       | [ 46 ]               |
| 2005年10月             | 泉鏡花の草迷宮                       | [ 47 ]               |
| 2006年9月              | 百鬼夜行抄2                          | [ 48 ]               |
| 2007年3月              | 歌舞伎座の怪人                       | [ 2 ]                |
| 2007年11月 - 12        | KANADEHON 忠臣蔵                     | [ 49 ]               |
| 2009年1月              | 泉鏡花の夜叉ケ池                     | [ 50 ]               |
| 2009年6月              | 盟三五大切                           | 花組ヌーベル         |
| 2009年10月 - 11月      | ナイルの死に神                       | [ 52 ]               |
| 2010年5月              | ハイ・ライフ                         | 花組ヌーベル         |
| 2010年11月             | 花たち女たち                         | [ 54 ]               |
| 2011年1月              | 六人のへそ曲り ～明治文豪青春賦～    | 花組芝居オフシアター |
| 2011年6月              | 番町皿屋敷                           | 花組ヌーベル         |
| 2011年                 | 聖St.ひばり御殿                      | [ 57 ]               |
| 2012年11月 - 12月      | 菅原伝授手習鑑                       | [ 58 ] [ 59 ]        |
| 2013年12月             | 怪談身毒丸                           | [ 60 ]               |
| 2014年9月              | ノータリンベイビーズ、ノーリターン   | 水下きよし追悼公演   |
| 2014年12月             | 夢邪想〜『夏の夜の夢』より〜         | [ 62 ]               |
| 2015年12月             | 毛皮のマリー                         | [ 63 ]               |
| 2016年7月              | 恐怖時代                             | 花組ヌーベル         |
| 2016年9月              | 桐一葉                               | [ 65 ]               |
| 2017年1月              | 泉鏡花の夜叉ケ池                     | [ 66 ]               |
| 2017年8月              | いろは四谷怪談                       | [ 67 ]               |
| 2018年5月              | 泉鏡花の婦系図                       | 花組ヌーベル         |
| 2018年                 | 泉鏡花の天守物語                     | [ 69 ]               |
| 2019年6月              | 実験浄瑠璃劇 毛皮のマリー            | 花組ヌーベル         |
| 2019年12月             | 義経千本桜                           | [ 71 ]               |
| 2021年1月              | 地獄變                               | [ 72 ] [ 73 ] [ 74 ] |
| 2021年11月 - 12月      | シャンソマニアII～葵～               | [ 75 ]               |
| 2022年6月              | 盟三五大切                           | 花組ヌーベル         |
| 2022年11月 - 12月      | 鹿鳴館                               | [ 77 ]               |
| 2023年6月              | 仮名手本忠臣蔵                       | 花組ヌーベル         |
| 2023年12月             | 泉鏡花の夜叉ケ池                     | [ 79 ]               |
| 2024年6月              | レッド・コメディ-赤姫祀り-           | [ 80 ]               |
| 2025年6月              | ミュージカル『平家蟹』               | 花組ヌーベル         |

### 花組HON-YOMI芝居
- 天守物語（2012年）[82]
- 婦系図（2013年）[83]
- 悪女クレオパトラ（2017年3月）[84]

### プロデュース公演
- 花組ペルメル vol.1「長崎蝗駆經」～岡本綺堂「平家蟹」による～（2024年11月）[85][86]

## イベント
- 第2回「花組博覧会」（2017年3月）[84]

## 書籍
- 花組芝居写真集（1993年、演劇ぶっく社）ISBN 978-4-7952-4807-6